# Port lotniczy Hachijojima
Port lotniczy Hachijojima (IATA: HAC, ICAO: RJTH) – port lotniczy położony na wyspie Hachijō-jima, na Wyspach Izu, w Japonii.